# Acqua sulla Luna

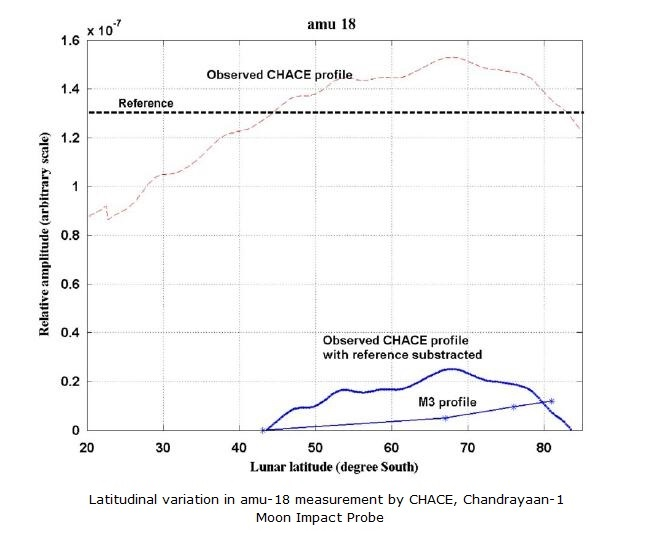
Evidenza di acqua nell'atmosfera lunare misurata dal Chandrayaan-1 Chandra's Altitudinal Composition (CHACE)

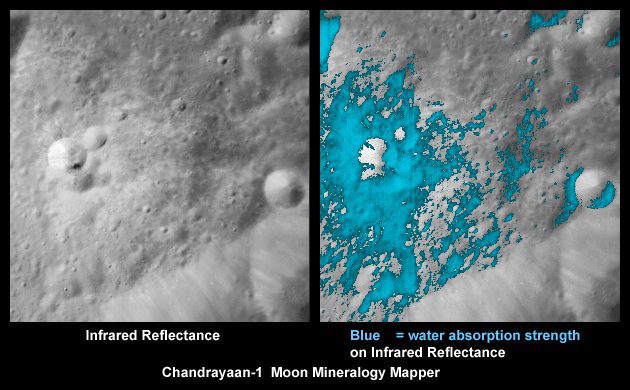
Immagine di un cratere lunare giovane nella faccia nascosta della Luna ripreso dallo strumento Chandrayaan-1's Moon Mineralogy Mapper

Con la dizione acqua sulla Luna ci si riferisce all'acqua presente sulla Luna. L'acqua è totalmente assente allo stato liquido, mentre il vapore acqueo viene decomposto dalla luce solare nei suoi due componenti e il più leggero idrogeno viene rapidamente perso nello spazio. Sin dal 1960 gli studiosi hanno ipotizzato che l'acqua possa persistere sotto forma di ghiaccio in crateri permanentemente oscurati dalla luce del Sole situati ai due poli lunari. Molecole d'acqua sono state rilevate anche nel sottile strato gassoso al di sopra della superficie lunare.
L'acqua e il suo gruppo ossidrilico associato (-OH) possono esistere anche in forma chimicamente legata negli idrati e idrossidi dei minerali lunari. Le analisi della superficie lunare confermano che basse concentrazioni di queste due forme sono diffuse su tutto il satellite, con valori di acqua adsorbita che variano da 10 a 1000 ppm. Nel 1978, una misura effettuata su un campione lunare riportato sulla Terra dalla sonda sovietica Luna 24 ha rilevato la presenza di acqua pari allo 0,1% della massa del campione.
Il 18 novembre 2008, il satellite Chandrayaan-1 ha lanciato una sonda sulla Luna da un'altezza di 100 km. Durante la discesa di 25 minuti, la sonda ha rilevato presenza di acqua anche nella sottile atmosfera. L'anno seguente, lo stesso satellite ha rilevato tramite spettrografia tracce di idrossile nella luce riflessa dal sole. Il 13 novembre 2009, la NASA ha annunciato che LCROSS ha trovato chiari segni di acqua nel materiale smosso da una sonda impattatrice nel polo sud lunare. Nel 2010, Chandrayaan-1 ha trovato più di 40 crateri permanentemente oscurati dal sole che si ipotizza possano contenere più di 600 milioni di tonnellate di acqua.
L'acqua può essere stata portata sulla Luna tramite bombardamento di comete, asteroidi e meteoriti, oppure essere stata creata sulla luna tramite i protoni portati dal vento solare impattando minerali contenenti ossigeno.
La ricerca di acqua ha attirato l'interesse di molte missioni lunari recenti per l'utilizzo che può avere nei futuri avamposti.

## Scoperta dell'acqua
Il 24 settembre 2009 la rivista Science ha annunciato la scoperta dell'acqua da parte dell'Indian Space Research Organisation. La sonda Chandrayaan-1 grazie al suo strumento M3, Moon Mineralogy Mapper, ha rilevato assorbimenti spettrometrici nella lunghezza d'onda di 2,8–3,0 µm. Per corpi silicati, queste frequenze indicano la presenza di gruppi idrossili. La rilevazione è diffusa su tutta la superficie lunare, ma maggiormente concentrata ad alte latitudini. Analisi approfondite hanno rilevato che la formazione e il rilascio di gruppi HO e H2O sono dei processi continui sulla Luna, che potrebbero conferire alla regolite preziose risorse all'esplorazione umana.
Lo strumento M3 aveva l'obiettivo di fornire una mappatura completa dell'acqua lunare, ma ha smesso di funzionare il 29 agosto 2009.